# یواس‌اس رید (دی‌دی-۲۹۲)
یواس‌اس رید (دی‌دی-۲۹۲) (به انگلیسی: USS Reid (DD-292)) یک کشتی بود که طول آن ۹۵٫۸۱ متر (۳۱۴٫۳ فوت) بود. این کشتی در سال ۱۹۱۹ ساخته شد.